# ホンシャノサウルス
ホンシャノサウルス（Hongshanosaurus　"紅山のトカゲ"の意味）は東アジアの白亜紀前期（約1億2500万年前）より知られる角竜類プシッタコサウルス科（en）の恐竜の属である。記載された化石資料は2つの頭骨のみであるが、近縁種との比較の結果、小型で上下の顎の先がとがったくちばしになった二足歩行の草食動物であることが示唆される。この化石は中国遼寧省義縣累層（en）から発掘された多くの特別保存状態のよい化石の一つである。

## 発見と種

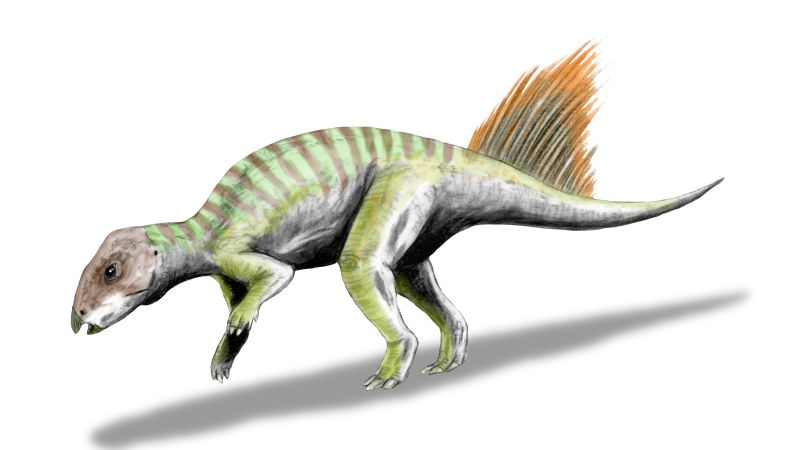
復元図

属名のhong、shanは官話の紅、山、saurusはギリシア語でトカゲの意味のsaurosから来ている。紅山はホンシャノサウルスの化石発見地に近い、古代紅山文化にちなんだものである。タイプ種であり唯一の種であるH. houiはこの化石の精選を行った中国科学院古脊椎動物・古人類学研究所（IVPP）の教授である侯連海（Hou Lianhai）に献名されたものである。属名、および種名はともに2003年に中国の古生物学者である尤海魯、徐星(en)、汪筱林によって命名された。
ホンシャノサウルスのタイプ標本であるIVPP V12704は幼体の頭骨であり、右側と上顎の先端を除き完全に保存されている。この頭骨の長さは5 cm弱である (You et al. 2003)。後にはるかに大きい成体の頭骨が記載され、 IVPP V12617とされたこの標本は20 cmほどである。いくつかの差異があり2属を分けているが、頭骨は近縁種であるプシッタコサウルスととてもよく似ている。ホンシャノサウルスは他のどのプシッタコサウルス科のものより低い頭骨をもっていて、眼窩は丸くなく楕円形である (You & Xu [2005]、 注:Sereno[2010]はこのプロポーションの違いはホンシャノサウルスの頭骨が圧力で壊されたためだとみなしている。)

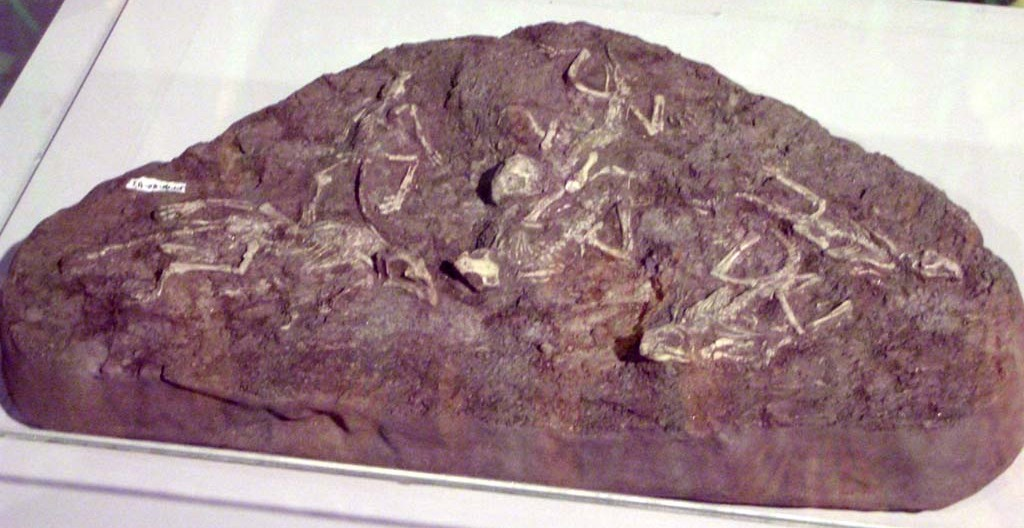
香港科学博物館に展示されたHongshanosaurus houi

これらの頭骨は中国義縣累層から発掘されたが、ここは多くの羽毛恐竜を含む非常に保存状態のよい化石の産地として有名である。放射年代測定によるこの累層の年代は白亜紀前期アプチアン（en）初期で約1億2500万年前である。義縣では多くのプシッタコサウルスの標本が発見されており、ディスプレイのために使用されたと思われる長い剛毛の列を尾にもつものも含まれる。ホンシャノサウルスは頭骨資料しか知られていないため、このような剛毛をもっていたかどうかは不明である。

## 分類
ホンシャノサウルスは最初に記載された際プシッタコサウルス科に配置されたが、以来どの系統解析にも含まれていない。現在プシッタコサウルス科に分類されている属はプシッタコサウルス自身のみであるが、この属には1ダース近い個別の種が含まれる。プシッタコサウルスは特に原始的な角竜類である。より多くのものを含むグループである新角竜類（neoceratopia）は実はプシッタコサウルスより派生的な全ての角竜類と定義されている(You & Dodson 2004)。 
Sereno (2010) ではホンシャノサウルスはプシッタコサウルスのジュニアシノニムであるとみなされ、潜在的にはP. lujiatunensisと同じであるとされている。H. houiのホロタイプ頭骨の難点ゆえ、2種を同一種とはせず、新たな組み合わせP.houiをプシッタコサウルス属の疑問名（nomen dubium）とすることを考案した。

## 参照
1. 1 2  Zhou, Z. (2006). “Evolutionary radiation of the Jehol Biota: chronological and ecological perspectives”. Geological Journal 41 (3–4):  377–393. doi:10.1002/gj.1045.
2. 1 2  Sereno, Paul C. (2010). Taxonomy, cranial morphology, and relationships of parrot-beaked dinosaurs (Ceratopsia:Psittacosaurus). In: Ryan, Michael J.,  Chinnery-Allgeier, Brenda J. & Eberth, David A. (Eds.). New Perspectives on Horned Dinosaurs: The Royal Tyrrell Museum Ceratopsian Symposium. Bloomington and Indianapolis: Indiana University Press. Pp. 21–58.

- You H., Xu X. & Wang X. 2003. A new genus of Psittacosauridae (Dinosauria: Ornithopoda) and the origin and early evolution of marginocephalian dinosaurs. Acta Geologica Sinica (English edition) 77(1): 15–20.
- You H. & Dodson, P. 2004. Basal Ceratopsia. In: Weishampel, D.B., Dodson, P., & Osmolska, H. (Eds.). The Dinosauria (2nd Edition). Berkeley: University of California Press. Pp. 478–493.
- You H. & Xu X. 2005. An adult specimen of Hongshanosaurus houi (Dinosauria: Psittacosauridae) from the Lower Cretaceous of Western Liaoning Province, China. Acta Geologica Sinica (English edition) 79(2): 168-173